# David Payton
David Payton (ur. 1952) – polityk nowozelandzki, administrator Tokelau od 17 października 2006 do 2009. 